# Unterer Wald
Unterer Wald ist ein gemeindefreies Gebiet im mittelfränkischen Landkreis Ansbach und zählt zur Metropolregion Nürnberg. Unterer Wald ist Gemarkungsteil 1 der Gemarkung Kemmathen.
Der 1,8171 km² * große Forst wird bis auf eine knapp 80 Meter lange Grenze mit Gunzenhausen im Südwesten von der Gemeinde Arberg umschlossen.
In ihm befindet sich unter anderem die Quelle des Hambachs, eines linken Zuflusses der Altmühl.